# FEG KGP-9
FEG KGP-9は、ハンガリーのフェグヴェル＝エーシュ・ゲプジャル（FÉG：ハンガリー語: Fegyver- és Gépgyár）製の短機関銃。ハンガリー国防軍と刑務所警備官が使用する。
一般的なブローバックボルトを装備し、クローズドボルト方式で作動する。使用弾薬は、開発途中で政変が起き、輸出を考慮して9x19mmパラベラム弾を使用するように変更された。レシーバーやフレームはプレス加工のスチールで、グリップやハンドガードは生産性の高いプラスチックが採用された。セレクターは左側面に配置されており、セミ/フルオートの切り替えが可能となっている。
特徴的な機構としては銃身を通常のものからより長いものに変え、カービンとして運用できる点がある。民間市場向けの型はセミオートに限定されている。